# CHL Rookie of the Year

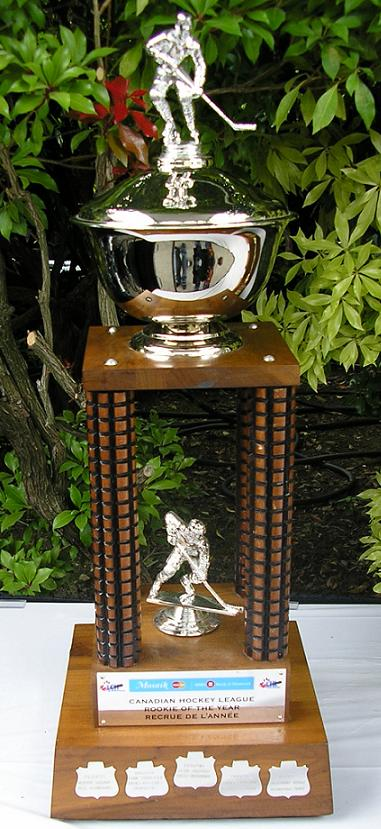
Tofej Rookie of the Year

CHL Rookie of the Year je hokejová trofej, která je každoročně udělována nejlepšímu nováčkovi v Canadian Hockey League. 

## Držitelé CHL Rookie of the Year
| Sezóna  | Hráč               | Tým                         | Liga      |
| ------- | ------------------ | --------------------------- | --------- |
| 2021/22 | Brayden Yager      | Moose Jaw Warriors          | WHL       |
| 2020/21 | neuděleno          | neuděleno                   | neuděleno |
| 2019/20 | Shane Wright       | Kingston Frontenacs         | OHL       |
| 2018/19 | Quinton Byfield    | Sudbury Wolves              | OHL       |
| 2017/18 | Alexis Lafrenière  | Rimouski Océanic            | QMJHL     |
| 2016/17 | Nico Hischier      | Halifax Mooseheads          | QMJHL     |
| 2015/16 | Alexander Nylander | Mississauga Steelheads      | OHL       |
| 2014/15 | Alex DeBrincat     | Erie Otters                 | OHL       |
| 2013/14 | Nikolaj Ehlers     | Halifax Mooseheads          | QMJHL     |
| 2012/13 | Valentin Zykov     | Baie-Comeau Drakkar         | QMJHL     |
| 2011/12 | Michail Grigorenko | Québec Remparts             | QMJHL     |
| 2010/11 | Nail Jakupov       | Sarnia Sting                | OHL       |
| 2009/10 | Matt Puempel       | Peterborough Petes          | OHL       |
| 2008/09 | Brett Connolly     | Prince George Cougars       | WHL       |
| 2007/08 | Taylor Hall        | Windsor Spitfires           | OHL       |
| 2006/07 | Patrick Kane       | London Knights              | OHL       |
| 2005/06 | John Tavares       | Oshawa Generals             | OHL       |
| 2004/05 | Benoît Pouliot     | Sudbury Wolves              | OHL       |
| 2003/04 | Sidney Crosby      | Rimouski Océanic            | QMJHL     |
| 2002/03 | Matt Ellison       | Red Deer Rebels             | WHL       |
| 2001/02 | Patrick O’Sullivan | Mississauga IceDogs         | OHL       |
| 2000/01 | Scottie Upshall    | Kamloops Blazers            | WHL       |
| 1999/00 | Dan Blackburn      | Kootenay Ice                | WHL       |
| 1998/99 | Pavel Brendl       | Calgary Hitmen              | WHL       |
| 1997/98 | David Legwand      | Plymouth Whalers            | OHL       |
| 1996/97 | Vincent Lecavalier | Rimouski Océanic            | QMJHL     |
| 1995/96 | Joe Thornton       | Sault Ste. Marie Greyhounds | OHL       |
| 1994/95 | Bryan Berard       | Detroit Junior Red Wings    | OHL       |
| 1993/94 | Vitalij Jačmeněv   | North Bay Centennials       | OHL       |
| 1992/93 | Jeff Friesen       | Regina Pats                 | WHL       |
| 1991/92 | Alexandre Daigle   | Victoriaville Tigres        | QMJHL     |
| 1990/91 | Philippe Boucher   | Granby Bisons               | QMJHL     |
| 1989/90 | Petr Nedvěd        | Seattle Thunderbirds        | WHL       |
| 1988/89 | Yanic Perreault    | Trois-Rivières Draveurs     | QMJHL     |
| 1987/88 | Martin Gélinas     | Hull Olympiques             | QMJHL     |